# Ee
Ee település Hollandiában.

## Neve
Feltételezések szerint neve a latin aqua (víz) szóból ered. Ee Hollandia legrövidebb nevű települése.

## Fekvése
Frízföld tartomány Dongeradeel községében található, Dokkumtól keletre.

## Története
Az 1980-ban előkerült leletek szerint területén már a 9-10. században is létezett település. A falu középpontján álló román-gótikus templomot a 13. században emelték. A területet 1499-ben a szászok, majd 1568-ban a spanyolok hódították meg. 1580-ban tértek át a község lakói a protestáns hitre. 1795-től franciák uralták a települést és környékét. A 19. század végi mezőgazdasági válság folyamán jelentősen csökkent a lakosságszáma.

## Háztartások száma
Ee háztartásainak száma az elmúlt években az alábbi módon változott:

## Testvértelepülése
- Llanfairpwllgwyngyllgogerychwyrndrobwllllantysiliogogogoch, Wales, Egyesült Királyság - a leghosszabb nevű európai település.